# Џенифер Баумгарднер
Џенифер Баумгарднер (енгл. Jennifer Baumgardner; Фарго, 15. мај 1970) америчка је ауторка, активисткиња и феминистичка редитељка чије су радне теме абортус, сексуалност и једнородитељске породице. Од 2013. године је директорка и уредничка менаџерка организације The Feminist Press  на градском универзитету у Њујорку, феминистичкој институцији коју је 1970. основала Флоренс Хау. Баумгарднер је такође позната по свом доприносу развоју трећег таласа феминизма.

## Биографија
Џенифер Баумгарднер је рођена 15. мај 1970. године у Северној Дакоти. Дипломирала је на Универзитету Лоренс у Аплтону 1992. године. Током студија проучавала је интерсекционалност, појам који означава својство људскога идентитета који се састоји од међусобно повезаних различитих димензија, нивоа и аспеката.